# Wioleta Myszor
Wioleta Myszor (Olkusz, 19 de enero de 1983) es una deportista polaca que compitió en tiro con arco, en la modalidad de arco recurvo.
Ganó una medalla de plata en el Campeonato Mundial de Tiro con Arco en Sala de 2016, dos medallas en el Campeonato Europeo de Tiro con Arco al Aire Libre, en los años 2002 y 2004, y una medalla de oro en el Campeonato Europeo de Tiro con Arco en Sala de 2017.

## Palmarés internacional
| Campeonato Mundial en Sala       | Campeonato Mundial en Sala | Campeonato Mundial en Sala | Campeonato Mundial en Sala |
| Año                              | Lugar                      | Medalla                    | Prueba                     |
| -------------------------------- | -------------------------- | -------------------------- | -------------------------- |
| 2016                             | Ankara (Turquía)           | Medalla de plata           | Equipo                     |
| Campeonato Europeo al Aire Libre |                            |                            |                            |
| Año                              | Lugar                      | Medalla                    | Prueba                     |
| 2002                             | Oulu (Finlandia)           | Medalla de plata           | Equipo                     |
| 2004                             | Bruselas (Bélgica)         | Medalla de bronce          | Equipo                     |
| Campeonato Europeo en Sala       |                            |                            |                            |
| Año                              | Lugar                      | Medalla                    | Prueba                     |
| 2017                             | Vittel (Francia)           | Medalla de oro             | Equipo                     |